# هیمن درام
هیمن درام (به انگلیسی: Hayman drum) یک تولیدکننده آلات موسیقی انگلیسی بود که در سال ۱۹۶۸ تأسیس شد. ایده این بود که اتواع مدل‌های درام برای رقابت با موفقیت شرکت‌های بزرگ آمریکایی آن زمان ارائه شود.